# Sphaerozetes tricuspidatus
Sphaerozetes tricuspidatus är en kvalsterart som beskrevs av Rainer Willmann 1923. Sphaerozetes tricuspidatus ingår i släktet Sphaerozetes och familjen Ceratozetidae. Inga underarter finns listade i Catalogue of Life.